# Terry Crews
Pour les articles homonymes, voir Crews.
Terrence Alan Crews, dit Terry Crews, est un acteur américain, né le 30 juillet 1968 à Flint dans le Michigan. Il est surtout connu pour son rôle de Julius Rock dans la série Tout le monde déteste Chris, son personnage de Terry Jeffords dans la série Brooklyn Nine-Nine ainsi que pour son personnage de Hale Caesar dans la saga de films Expendables.
Avant d'entamer une carrière d'acteur, il était joueur professionnel de football américain et a joué dans la National Football League de 1991 à 1996.

## Biographie

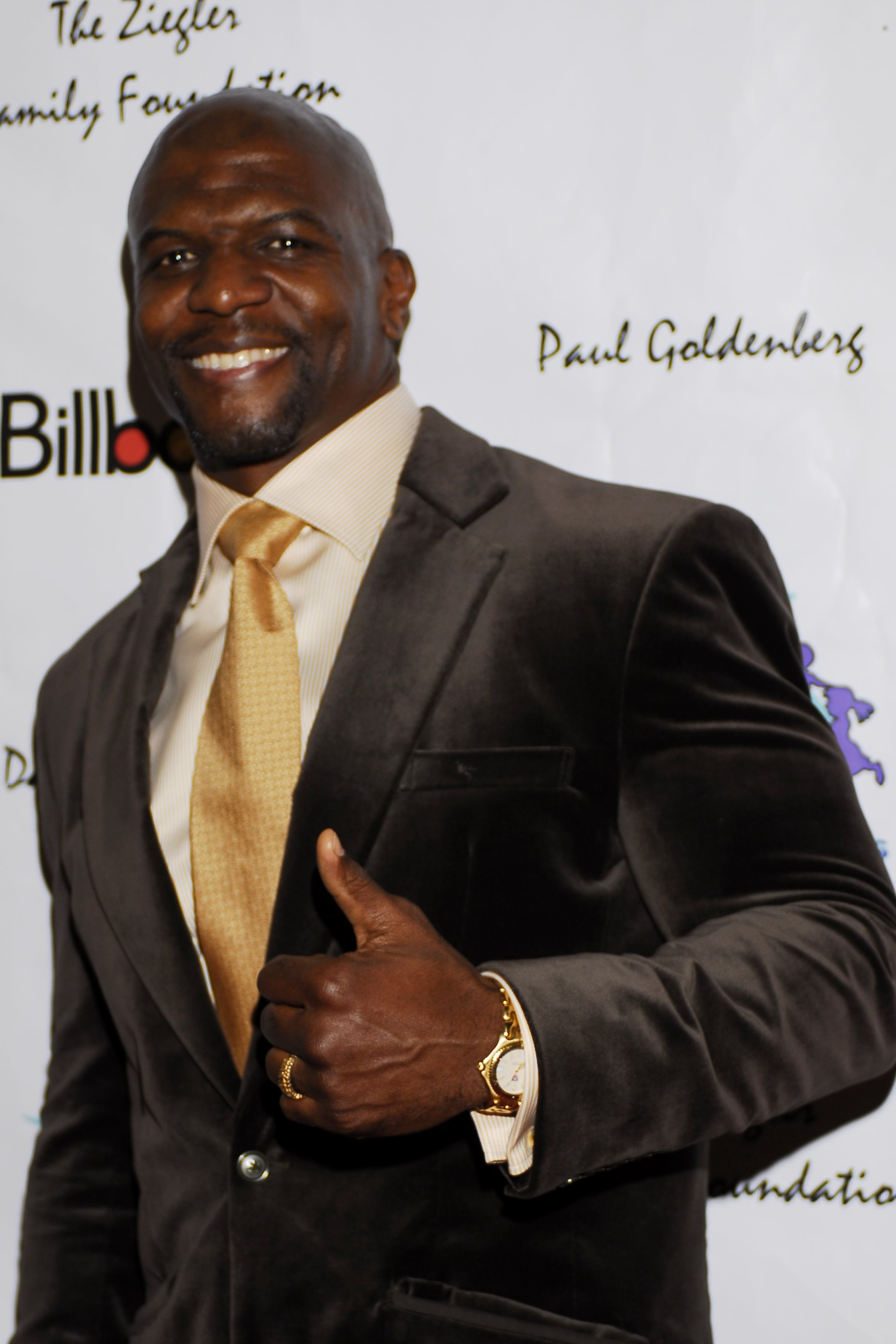
Terry Crews en 2007.

Avant sa carrière artistique, il était joueur de football américain et évoluait comme defensive end et linebacker. Repêché en 1991 par les Rams de Los Angeles, il joua sept saisons en National Football League avec les Rams, les Chargers de San Diego, les Redskins de Washington, les Eagles de Philadelphie et les Commanders de Washington. Il prend sa retraite de la NFL en 1997.

### Télévision
En 2012, il participe à l'émission controversée de NBC, Stars Earn Stripes.
De 2013 à 2021, il joue le rôle de Terry Jeffords dans Brooklyn Nine-Nine.
De 2014 à 2015, il anime Who Wants to Be a Millionaire. Il a également animé la série Netflix Ultimate Beastmaster.
Depuis 2019, il anime l'émission America's Got Talent. Sa popularité dans le show le conduit à devenir aussi l'hôte d'America's Got Talent: Extreme (en).
En 2018, Il apparait dans plusieurs vidéoclips du groupe Muse, Pressure, Algorithm et Blocades.
À partir de 2010 et pendant dix ans, Terry Crews est ambassadeur de la société Procter & Gamble pour le déodorant Old Spice (en) et acteur vedette dans les publicités de la marque. Ces vidéos humoristiques et décalées sont par la suite devenues virales sur Internet,,(visionner). Ces détournements aboutiront à deux collabs[Quoi ?] créées par différents utilisateurs du monde entier sur ces publicités,,.

### Cinéma d'animation
En 2013, il interprète le rôle d'Earl Devereaux dans L'Île des Miam-nimaux : Tempête de boulettes géante 2 ainsi que dans Les scouts d'Earl. En 2014, il interprète Bruce Onion et Terry Turnip dans VeggieTales: Celery Night Fever.
En 2020, il interprète le personnage du Commander Melanoff dans La famille Willoughby. En 2021, dans Steve, bête de combat, il joue le personnage de Tentacular.

### Vie privée
Il a trois filles, une belle-fille et un fils avec sa femme, Rebecca King.
À la suite de l'affaire Harvey Weinstein, en 2016, il déclare que lui aussi a été victime d'agression sexuelle,.

### Addiction à la pornographie
En 2014, Terry Crews publie une autobiographie Manhood: How to Be a Better Man — or Just Live with One dans laquelle il avoue souffrir d'une addiction à la pornographie.
En 2016, il publie une petite série de vidéos sur sa page Facebook à ce sujet.

## Filmographie

### Cinéma

#### Années 2000
- 2000 : À l'aube du sixième jour (The 6th Day) de Roger Spottiswoode : Vincent
- 2001 : Training Day d'Antoine Fuqua : un membre du gang
- 2002 : Au service de Sara (Serving Sara) de Reginald Hudlin : Vernon
- 2002 : Friday After Next de Marcus Raboy (en) : Damon (OG, Triple OG, OG Triple Triple)
- 2003 : Deliver Us From Eva de Gary Hardwick : Big bartender
- 2003 : Malibu's Most Wanted de John Whitesell : 8 Ball
- 2003 : Baadasssss! de Mario Van Peebles : Big T
- 2004 : Behind the Smile : Big James
- 2004 : Starsky et Hutch (Starsky & Hutch) de Todd Phillips : Porter
- 2004 : FBI : Fausses blondes infiltrées (White Chicks) de Keenen Ivory Wayans : Latrell Spencer
- 2004 : Soul Plane de Jessy Terrero : Bouncer
- 2005 : Mi-temps au mitard (The Longest Yard) de Peter Segal : Cheeseburger Eddy
- 2006 : The Alibi ou Lies and Alibis de Matt Checkowski et Kurt Mattila : Crazy Eight
- 2006 : Bad Times (Harsh Times) de David Ayer : Darrell
- 2006 : La Revanche des losers (The Benchwarmers) de Dennis Dugan : Steven (1er gars au poker)
- 2006 : Puff, Puff, Pass de Mekhi Phifer : Cold Crush
- 2006 : Click : Télécommandez votre vie (Click) de Frank Coraci : l'homme qui chante dans la voiture.
- 2006 : Idiocracy de Mike Judge : président Dwayne Elizondo Mountain Dew Herbert Camacho
- 2006 : Inland Empire de David Lynch : personne dans la rue
- 2007 : Norbit de Brian Robbins : Malabar Jack Latimore
- 2007 :  How to Rob a Bank de Andrews Jenkins : officier Degepse
- 2007 : Who's Your Caddy? de Don Michael Paul : Tank
- 2007 : Balles de feu (Balls of Fury) de Robert Ben Garant : Freddie Fingers (joueur de tennis de table)
- 2008 : Au bout de la nuit (Street Kings) de David Ayer : détective Terrence Washington
- 2008 : Max la Menace (Get Smart) de Peter Segal : Agent 91
- 2008 : Max la Menace : Bruce et Lloyd se déchaînent (Get Smart's Bruce and Lloyd Out of Control) de Gil Junger : Agent 91
- 2009 : Terminator Renaissance (Terminator Salvation) de McG : Capitaine Jericho
- 2009 : Ultimate Game de Mark Neveldine et Brian Taylor : Hackman

#### Années 2010
- 2010 : Expendables : Unité spéciale (The Expendables) de Sylvester Stallone : Hale Caesar
- 2011 : Mes meilleures amies (Bridesmaids) de Paul Feig : l'instructeur du camp d'entraînement
- 2011 : Middle Men de George Gallo : James
- 2012 : Expendables 2 : Unité spéciale (The Expendables 2) de Simon West : Hale Caesar
- 2013 : Scary Movie 5 : Martin
- 2013 : L'Île des Miam-nimaux : Tempête de boulettes géantes 2 (Cloudy with a Chance of Meatballs 2) de Cody Cameron et Kris Pearn : Earl (voix)
- 2014 : Expendables 3 (The Expendables 3) de Patrick Hughes : Hale Caesar
- 2014 : Bad Luck (Reach Me) de John Herzfeld : Wilson
- 2014 : Famille recomposée (Blended) de Frank Coraci : Nickens
- 2014 : Le Pari (Draft Day) d'Ivan Reitman : Earl Jennings
- 2015 : The Ridiculous 6 de Frank Coraci : Chico
- 2017: Sandy Wexler: Le catcheur
- 2018 : Sorry to Bother You de Boots Riley : Sergio Green
- 2018 : Deadpool 2 de David Leitch : Bedlam

#### Années 2020
- 2020 : La Famille Willoughby (The Willoughbys) de Kris Pearn (voix)
- 2022: Tales Of the Walking Dead : Joe (épisode 1)
- 2024 : The Killer's Game de J. J. Perry

### Télévision
- 1999-2001 : Battle Dome (en) : T-Money
- 2004 : Les Experts : Miami (CSI: Miami) : Craig Waters
- 2005 : Ma famille d'abord (My Wife and Kids) : Daryl Scott
- 2005 : All of Us (en) : Parker
- 2005-2007 : The Boondocks : Voix diverses
- 2005-2009 : Tout le monde déteste Chris (Everybody Hates Chris) : Julius Rock
- 2010-2012 : Ma femme, ses enfants et moi (Are We There Yet?) : Nick Persons
- 2012 : The Newsroom : Lonny Church
- 2013 : Ultimate Spider-Man : Blade (voix)
- 2013 : Regular Show : Brock Stettman
- 2013 : Arrested Development : Herbert Love
- 2013-2021 : Brooklyn Nine-Nine : Terry Jeffords
- 2013 : Real Husbands of Hollywood de Kevin Hart : lui-même
- 2014 : American Dad! : Heinrich Brown (voix)
- 2014 : Hulk et les agents du S.M.A.S.H. (Hulk and the Agents of S.M.A.S.H.) : Blade (voix)
- 2022 : Space Force : Général Aggroad

### Clips musicaux
- 2004 : Down - Blink 182 song : l'officier de police
- 2005 : Rollin' with Saget - Jamie Kennedy et Stu Stone (en) : le videur
- 2005 : Rockstar - Bizzarre : l'homme qui danse à côté de la piscine
- 2013 : Scare Me - Major Lazer : major Lazer
- 2015 : These Walls - Kendrick Lamar : un danseur
- 2017 : Swish swish - Katy Perry : le coach des Sheep
- 2018 :  Pressure - Muse
- 2018 :  Algorithm - Muse
- 2018 :  Blockades  - Muse
- 2019 :  Stay High - Brittany Howard

## Distinctions

### Nominations
- 2006 : NAACP Image Awards du meilleur acteur dans un second rôle dans une série télévisée comique pour Tout le monde déteste Chris (Everybody Hates Chris) (2005-2009).
- 2007 : NAACP Image Awards du meilleur acteur dans un second rôle dans une série télévisée comique pour Tout le monde déteste Chris (Everybody Hates Chris) (2005-2009).
- 2008 : NAACP Image Awards du meilleur acteur dans un second rôle dans une série télévisée comique pour Tout le monde déteste Chris (Everybody Hates Chris) (2005-2009).
- 2009 : NAACP Image Awards du meilleur acteur dans une série télévisée comique pour Tout le monde déteste Chris (Everybody Hates Chris) (2005-2009).
- 2011 : NAACP Image Awards du meilleur acteur dans un second rôle dans une série télévisée comique pour  Ma femme, ses enfants et moi (Are We There Yet?) (2010-2012).
- 2011 : NAMIC Vision Awards de la meilleure performance comique dans une série télévisée comique pour  Ma femme, ses enfants et moi (Are We There Yet?) (2010-2012).
- 2012 : NAACP Image Awards du meilleur acteur dans un second rôle dans une série télévisée comique pour  Ma femme, ses enfants et moi (Are We There Yet?) (2010-2012).
- 2015 : NAACP Image Awards du meilleur acteur dans un second rôle dans une série télévisée comique pour Brooklyn Nine-Nine (2013-2021).
- 2015 : Online Film & Television Association Awards du meilleur acteur dans un second rôle dans une série télévisée comique pour Brooklyn Nine-Nine (2013-2021).
- 2016 : NAACP Image Awards du meilleur acteur dans un second rôle dans une série télévisée comique pour Brooklyn Nine-Nine (2013-2021).
- 51e cérémonie des NAACP Image Awards 2020 : Meilleur acteur dans un second rôle dans une série télévisée comique pour Brooklyn Nine-Nine (2013-2021).

## Voix francophones
En version française, Terry Crews est doublé par de nombreux comédiens. Entre 2000 et 2006, Terry Crews est doublé à titre exceptionnel par Dominik Bernard dans À l'aube du sixième jour, Michel Dodane dans Au service de Sara, Jean-Michel Martial dans Soul Plane, Daniel Njo Lobé dans Les Experts : Miami, Michel Vigné dans Mi-temps au mitard et Claudio Dos Santos dans Idiocracy.
Bruno Dubernat le double en 2004 dans Starsky et Hutch et FBI : Fausses blondes infiltrées, Bruno Henry le double à trois reprises en 2008 dans Au bout de la nuit, Max la Menace et Max la Menace : Bruce et Lloyd se déchaînent, tandis que Jean-Louis Faure le double entre 2010 et 2014 dans Ma femme, ses enfants et moi et Bad Luck, alors que Jean-Paul Pitolin le double en 2013 dans Arrested Development.
Gilles Morvan le double sporadiquement depuis 2002, que ce soit dans Friday After Next, Tout le monde déteste Chris, Balles de feu, Brooklyn Nine-Nine, Famille recomposée ou encore Tales of the Walking Dead. Le doublant en 2006 dans Bad Times, Thierry Desroses devient une voix régulière de l'acteur, le doublant dans Middle Men, The Newsroom, The Ridiculous 6, Sandy Wexler et Helpsters. Il en est de même pour Frantz Confiac, qui le double au milieu des années 2000 dans Norbit et Ultimate Game, avant de le retrouver dans la trilogie Expendables et Mes meilleures amies. Namakan Koné le double en 2018 dans Deadpool 2 et le retrouve en 2024 dans The Killer's Game.